# Liège–Bastogne–Liège Femmes 2023
Liège–Bastogne–Liège Femmes 2023 war die 7. Austragung dieses Straßenrennens für Frauen. Das Rennen fand am 23. April statt, am selben Tag wie das entsprechende Rennen für Männer, und war Teil der UCI Women’s WorldTour.

## Teilnehmende Mannschaften
| UCI Women's WorldTeams (15)- Canyon-SRAM Racing - Team DSM - EF Education-TIBCO-SVB - Fenix-Deceuninck - FDJ-Suez - Human Powered Health - Israel-Premier Tech Roland - Team Jumbo-Visma - Liv Racing TeqFind - Movistar Team - SD Worx - Team Jayco AlUla - Trek-Segafredo - UAE Team ADQ - Uno-X Pro Cycling Team UCI Women's Continental Teams (7)- AG Insurance-Soudal Quick-Step Team - Ceratizit-WNT Pro Cycling - Cofidis - Coop-Hitec Products - Duolar-Chevalmeire - Lifeplus Wahoo - Parkhotel Valkenburg UCI Women's Continental Team- Arkéa Pro Cycling Team |
| |

## Streckenführung
Der Rennverlauf wurde erstmals im Januar 2023 vorgestellt, erfuhr dann aber noch kleinere Änderungen. Das Rennen begann in Bastogne und endete in Lüttich auf dem Quai des Ardennes am Ufer der Ourthe. Der Parcours entsprach im Wesentlichen der zweiten Hälfte des Männer-Rennens. Erstmals stand bei den Frauen die Côte de Stockeu bei Stavelot im Programm. Die vorentscheidende Côte de la Redoute erfuhr eine Änderung: Im oberen Abschnitt bogen die Fahrerinnen nunmehr rechts statt links ab und erreichten die Côte des Forges nicht mehr über Sprimont, sondern über eine kleine Zwischensteigung bei Cornémont. Insgesamt waren neun Steigungen vom Veranstalter katalogisiert.
| Name                         | km vom Ziel | Länge (km) | mittl. Steigung |
| ---------------------------- | ----------- | ---------- | --------------- |
| Côte de Mont-le-Soie         | 91,1        | 1,7        | 7,9 %           |
| Côte de Wanne                | 82,8        | 3,6        | 5,1 %           |
| Côte de Stockeu              | 76,3        | 1,0        | 12,5 %          |
| Côte de la Haute-Levée       | 72,0        | 2,2        | 7,5 %           |
| Col du Rosier                | 57,9        | 4,4        | 5,9 %           |
| Col du Maquisard             | 45,2        | 2,5        | 5,0 %           |
| Côte de la Redoute           | 34,0        | 1,6        | 9,4 %           |
| Côte des Forges              | 23,3        | 1,3        | 7,8 %           |
| Côte de la Roche-aux-Faucons | 13,3        | 1,3        | 11,0 %          |

## Rennverlauf und Ergebnis
Auf der Côte de Stockeu bildete sich eine starke Spitzengruppe aus Marlen Reusser, Amanda Spratt, Katarzyna Niewiadoma, Esmée Peperkamp und Anna Henderson, die etwa eine Minute Vorsprung erhielten. Niewiadoma fiel durch eine Panne zurück, und auf der Côte de la Redoute ließ Reusser die anderen hinter sich.
Nach der Côte des Forges sorgte vor allem Trek-Segafredo dafür, dass sich Reussers Vorsprung reduzierte. Auf der Côte de la Roche-aux-Faucons wurde sie von Elisa Longo Borghini, Elise Chabbey, Gaia Realini, Annemiek van Vleuten sowie ihrer Mannschaftskameradin Demi Vollering eingeholt. Aus dieser Gruppe lösten sich Vollering und Longo Borghini und gewannen etwa 20 Sekunden auf die Verfolger, zu denen sich noch Riejanne Markus gesellt hatte.
Da Longo Borghini geringe Chancen im Sprint gegen Vollering hatte, überließ sie dieser zunächst die Führungsarbeit, bevor sie in den letzten Kilometern doch mitarbeitete. Vollering gewann wie erwartet den Sprint und vollendete damit ihr „Ardennen-Tripel“ mit Siegen bei Amstel Gold, Flèche Wallonne und Lüttich–Bastogne–Lüttich. Reusser gewann den Sprint der Verfolgergruppe und Liane Lippert den einer größeren dritten Gruppe.
| \| Gesamtwertung \| Gesamtwertung \| Gesamtwertung \| Gesamtwertung \| Gesamtwertung \| \| Fahrerin \| Fahrerin \| Land \| Team \| Zeit \| \| ------------- \| -------------------- \| ------------- \| ------------------ \| --------------- \| \| 1. \| Demi Vollering \| Niederlande \| SD Worx \| 3 h 50 min 47 s \| \| 2. \| Elisa Longo Borghini \| Italien \| Trek-Segafredo \| + 0 s \| \| 3. \| Marlen Reusser \| Schweiz \| SD Worx \| + 22 s \| \| 4. \| Riejanne Markus \| Niederlande \| Team Jumbo-Visma \| + 22 s \| \| 5. \| Elise Chabbey \| Schweiz \| Canyon-SRAM Racing \| + 22 s \| \| 6. \| Annemiek van Vleuten \| Niederlande \| Movistar Team \| + 22 s \| \| 7. \| Gaia Realini \| Italien \| Trek-Segafredo \| + 25 s \| \| 8. \| Liane Lippert \| Deutschland \| Movistar Team \| + 1 min 24 s \| \| 9. \| Soraya Paladin \| Italien \| Canyon-SRAM Racing \| + 1 min 24 s \| \| 10. \| Niamh Fisher-Black \| Neuseeland \| SD Worx \| + 1 min 24 s \| |                      |             |                    |                 |
| |                      |             |                    |                 |
| Quelle: ProCyclingStats |                      |             |                    |                 |
| Gesamtwertung |                      |             |                    |                 |
| Fahrerin | Fahrerin             | Land        | Team               | Zeit            |
| 1. | Demi Vollering       | Niederlande | SD Worx            | 3 h 50 min 47 s |
| 2. | Elisa Longo Borghini | Italien     | Trek-Segafredo     | + 0 s           |
| 3. | Marlen Reusser       | Schweiz     | SD Worx            | + 22 s          |
| 4. | Riejanne Markus      | Niederlande | Team Jumbo-Visma   | + 22 s          |
| 5. | Elise Chabbey        | Schweiz     | Canyon-SRAM Racing | + 22 s          |
| 6. | Annemiek van Vleuten | Niederlande | Movistar Team      | + 22 s          |
| 7. | Gaia Realini         | Italien     | Trek-Segafredo     | + 25 s          |
| 8. | Liane Lippert        | Deutschland | Movistar Team      | + 1 min 24 s    |
| 9. | Soraya Paladin       | Italien     | Canyon-SRAM Racing | + 1 min 24 s    |
| 10. | Niamh Fisher-Black   | Neuseeland  | SD Worx            | + 1 min 24 s    |